# アレクサンドラス・チャルトリスキス
アレクサンドラス・チャルトリスキス（リトアニア語: Aleksandras Čartoriskis, ? - 1477年以降）は、ゲディミナス家から出たチャルトリスキ家出身の公ヴォシリウス・チャルトリスキスの息子にあたる。

## 生涯
アレクサンドラスは1440年に兄弟のヨナスとミーコラスとともに大叔父シュヴィトリガイラをリトアニア大公をつけるためのクーデターに参加し、大公ジーギマンタス・ケーストゥタイティスの殺害に直に加わっている。
1441年にはモスクワ大公ヴァシーリー2世に敵対する ドミトリー・シェミャーカのグループの一員となりプスコフに赴いた。だが、プスコフでは既に1443年にヴァシーリー2世が派遣した代官が送り込まれており、住民から彼等の代官になるという案は賛同を得られることはなかった。アレクサンドラスは1447年にノヴゴロドの代官として赴き、1448年にはノヴゴロド市民とともにドイツへ、その後にリガのリヴォニア騎士団総長やスウェーデン国王のもとを訪れている。1452年冬のアレクサンドラス指導下のノヴゴロドでは"多くの公の領地が戦火に巻き込まれて焼き払われた"。同年の夏にはドミトリー・シェミャーカの娘であるマリアとノヴゴロドで結婚している。1456年の冬にはノヴゴロドとヴァシーリー2世との戦いでノヴゴロド軍の指揮を取ってはいるが戦闘行為には参加していない。恐らくは、同年の夏にモスクワの要求によりアレクサンドラスはノヴゴロドを追われてプスコフの公に収まった。ヴァシーリー2世がノヴゴロドに達したことを知ったプスコフ市民は1460年の冬に、リヴォニア騎士団に対する援助の要請とアレクサンドラスを自分達の公として認めてもらうためにヴァシーリー2世のもとに都市の末端からの大貴族を付随させた2人の市長を派遣した。ヴァシーリー2世はアレクサンドラスが自分に忠誠を誓うという条件付きでプスコフ市民の見解に同意した。アレクサンドラスはこの条件に断固たる反対を示したが、プスコフに留まっていた。